# Lake City, Texas
Lake City là một thị trấn thuộc quận San Patricio, tiểu bang Texas, Hoa Kỳ. Năm 2010, dân số của thị trấn này là 509 người.

## Dân số
- Dân số năm 2000: 526 người.
- Dân số năm 2010: 509 người.